# Kroaten im Kosovo
Die Kroaten im Kosovo sind eine ethnische Minderheit in der Republik Kosovo. Diese Gemeinschaft, oft als Janjevci und Letničani bekannt, hat ihre kulturelle und religiöse Identität über Jahrhunderte hinweg bewahrt, trotz zahlreicher historischer Herausforderungen und demographischer Veränderungen. Bei der Volkszählung in Jugoslawien im Jahr 1991 wurde die kroatische Minderheit auf 8800 Personen festgestellt.

## Geschichte

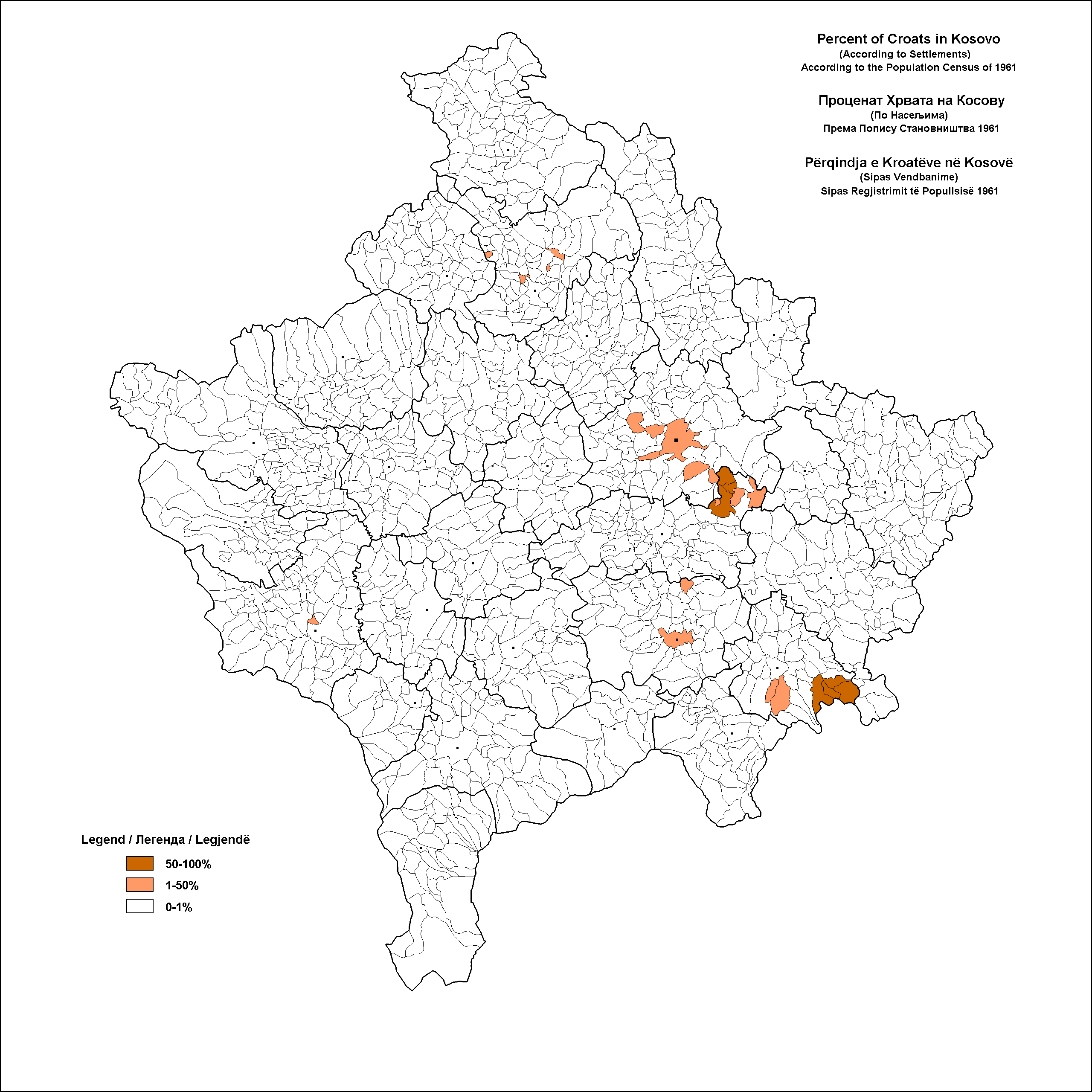
Kroatischer Bevölkerungsanteil 1961

Die kroatische Gemeinschaft im Kosovo geht auf das 14. Jahrhundert zurück. Sie zog aus Dubrovnik in den Kosovo, um Handel zu treiben und Arbeitsmöglichkeiten im Zuge der Expansion des Osmanischen Reiches zu nutzen. Unter der Herrschaft des Osmanischen Reiches bewahrten die Kroaten im Kosovo ihre christliche  Religion in der Ausprägung der römisch-katholischen Kirche und die daraus erwachsenen kulturellen Traditionen. Kirchen und religiöse Bräuche blieben zentrale Elemente der Gemeinschaft, trotz der Herausforderungen der osmanischen Verwaltung.
Der Kosovokrieg in den 1990er Jahren führte zu einer massiven Flucht der Kroaten aus der Region. Viele Letničani suchten Zuflucht in Kroatien und anderen Ländern, was zu einem deutlichen Rückgang der kroatischen Bevölkerung im Kosovo führte.

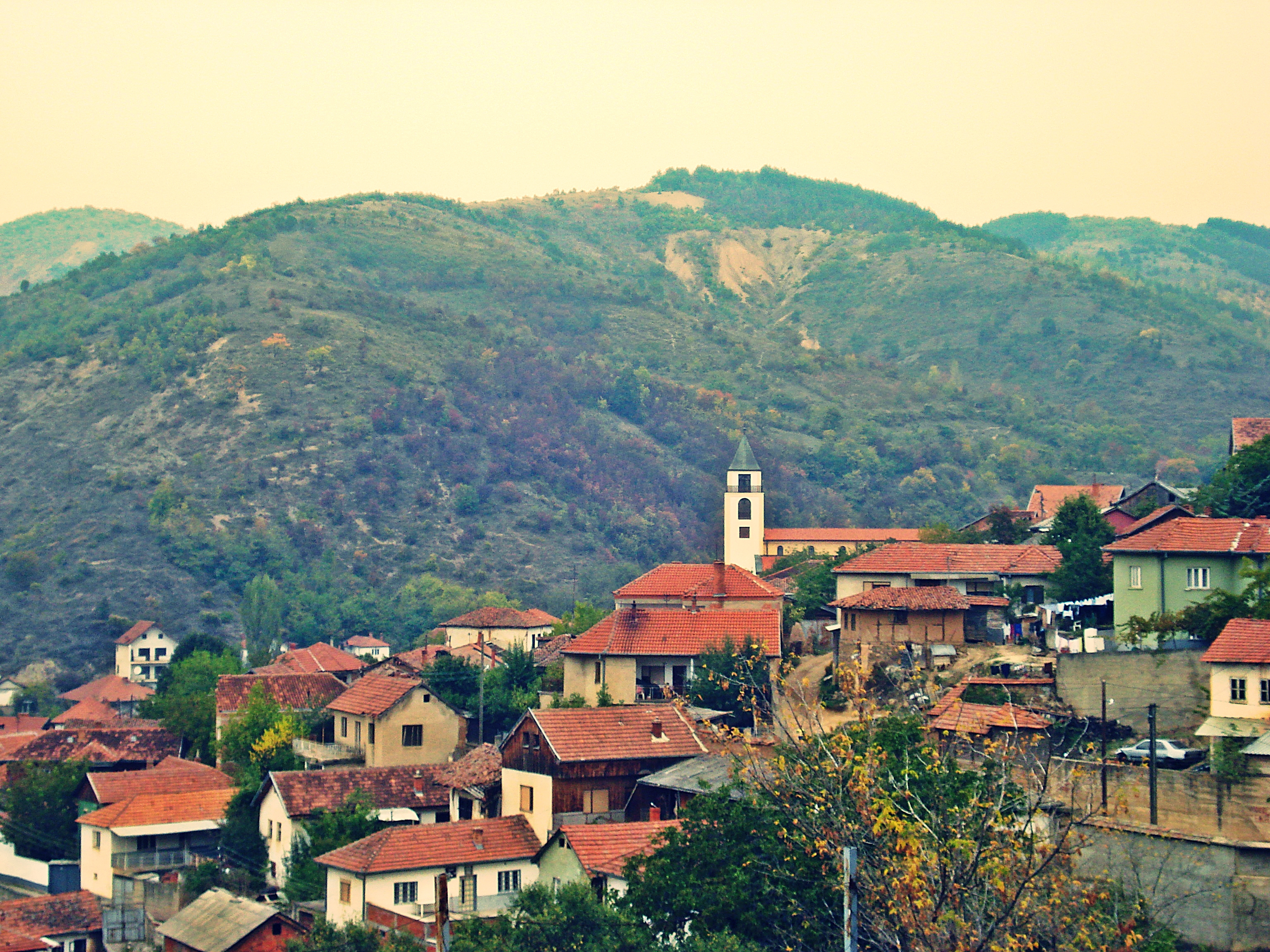
Das Dorf Janjeva

Heute leben nur noch wenige Kroaten im Kosovo, hauptsächlich in den historischen Siedlungszentren, den Dörfern Janjevo und Letnica. Letnica bleibt ein Zentrum der verbliebenen kroatischen Kultur und Religion im Kosovo. Die verbliebenen Kroaten im Kosovo stehen vor wirtschaftlichen und sozialen Herausforderungen. Viele sind in landwirtschaftlichen Tätigkeiten und kleinen Handwerksbetrieben beschäftigt, während die Unterstützung durch die kroatische Regierung und internationale Organisationen wichtig bleibt.

## Kulturelle und Religiöse Bedeutung

### Religiöse Zentren

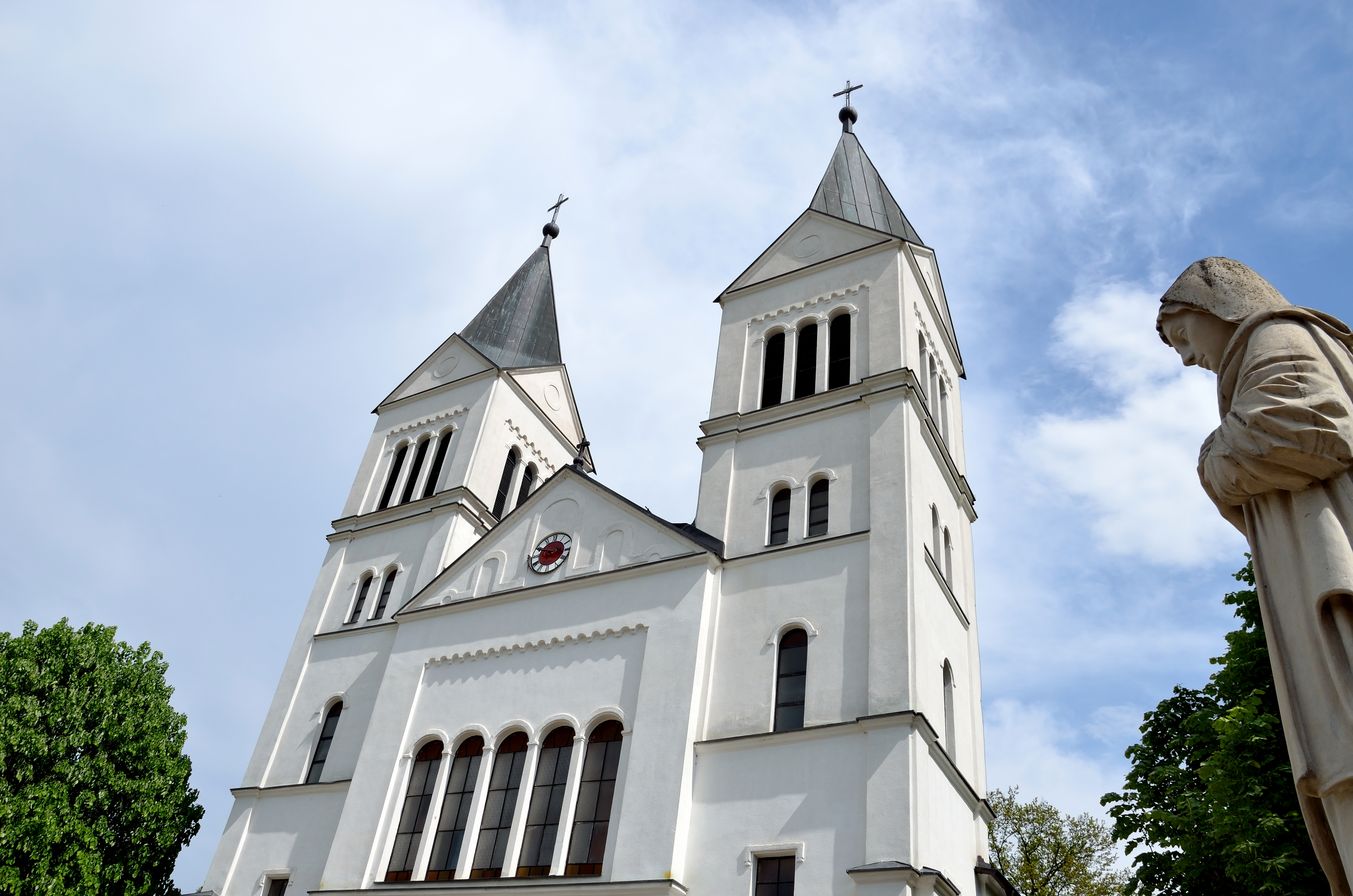
Kirche in Letnica

Die Kirche der „Muttergottes von Letnica“ in Letnica in der Gemeinde Vitia im Südosten Kosovos ist ein bedeutendes religiöses Zentrum und ein wichtiger Wallfahrtsort für die Katholiken im Kosovo. Jährlich ziehen die Pilgerfahrten viele Gläubige an. Diese Kirche ist nicht nur ein Ort des Glaubens, sondern auch ein Symbol der kulturellen Identität der Letničani.

### Kulturelle Traditionen
Die Kroaten im Kosovo, insbesondere die Letničani, haben ihre Sprache, Bräuche und Feste über die Jahrhunderte hinweg bewahrt. Ihre Kultur ist reich an Traditionen, die eng mit ihrer römisch-katholischen Konfession verbunden sind. Besonders die jährlichen Feste und Pilgerfahrten nach Letnica sind wichtige Ereignisse im Kalender der Gemeinschaft.

## Beziehungen zu Kroatien
Die kroatische Regierung unterstützt die kroatische Minderheit im Kosovo durch verschiedene Programme, einschließlich humanitärer Hilfe und kultureller Projekte. Diese Maßnahmen sollen die kulturelle Identität stärken und die Lebensbedingungen verbessern. Kroatien hat Programme zur Integration der aus dem Kosovo stammenden Kroaten entwickelt, die während und nach dem Kosovokrieg ausgewandert sind. Viele Letničani haben sich in Zagreb, Bjelovar und anderen kroatischen Städten niedergelassen und gut integriert.